# شمعات الكالسيوم

## التحضير
```
2C17H35COOH + CaO → (C17H35COO)2Ca + H2O
```

## الاستخدام الصيدلاني
مزلق في المضغوطات و المحافظ .
تُستعمل هذه المادة بشكل أساسي في المستحضرات الصيدلانية كمزلق في المضغوطات و المحافظ ذات التراكيز القريبة من 1% وزن/وزن و على الرغم من أن هذه المادة تملك خواص مزلقة و مضادة للالتصاق ممتازة إلا أن خواصها الانسيابية ضعيفة glidant .
كما تُستخدم هذه المادة كعامل مثبت و عامل مستحلب و عامل معلق و تدخل في تركيب مستحضرات التجميل و المنتجات الغذائية .

## التأثير على صحة الجسم
تُستخدم هذه المادة بشكل واسع في المستحضرات الصيدلانية و تُعتبر عموماً مادة غير سامة و غير مخرشة

## سلامة الاستعمال
تختلف الاحتياطات المتبعة أثناء التعامل مع المادة باختلاف الكمية و الظروف المحيطة.
و يجب التعامل معه في بيئة جيدة التهوية . و يُنصح بحماية الأعين و ارتداء القفازات و القناع الواقي من الغبار .